# Kabaret Jeszcze Starszych Panów
Kabaret Jeszcze Starszych Panów – cykl kabaretowych programów telewizyjnych Jeremiego Przybory i Jerzego Wasowskiego emitowanych w latach 1978–1980. W zamierzeniu twórców cykl programów powstał, aby zrekonstruować kilka pierwszych wieczorów Kabaretu Starszych Panów, które nie zostały zarejestrowane w czasie ich premiery. W przeciwieństwie do oryginalnego KSP rekonstrukcje nieistniejących programów, zwane przez autorów „wieczorami wspomnień”, zostały zarejestrowane w kolorze. Inicjatorem nagrań był ówczesny prezes Radiokomitetu, Maciej Szczepański.
W Kabarecie Jeszcze Starszych Panów oprócz aktorów grających w oryginalnym Kabarecie Starszych Panów takich jak m.in. Irena Kwiatkowska, Kalina Jędrusik, Edward Dziewoński, Bronisław Pawlik, Wiesław Michnikowski, Mieczysław Czechowicz, Barbara Krafftówna, Bohdan Łazuka, Jarema Stępowski pojawili się także młodsi aktorzy, grający także dodane przez Przyborę nowe postaci, tacy jak Roman Frankl (jako Jacuś – młodsza wersja Pana B), Piotr Fronczewski, Janusz Gajos, Krzysztof Majchrzak, Marek Kondrat, Emilian Kamiński, Wojciech Pszoniak, siostry Barbara i Maria Winiarskie, Jerzy Kryszak, Joanna Szczepkowska, Roma Buharowska, Ewa Błaszczyk.
Powtórki wieczorów Kabaretu były emitowane w TVP Kultura i Kino Polska.

## Lista Wieczorów Wspomnień Kabaretu Jeszcze Starszych Panów
W każdym wieczorze kabaretu brali udział Jerzy Wasowski (jako Pan A) i Jeremi Przybora (jako Pan B).
| Numer wieczoru | Tytuł | Data premiery        | Dzień tygodnia i godzina emisji | Obecność w archiwum TVP | Źródło |
| -------------- | --- | -------------------- | ------------------------------- | ----------------------- | ------ |
| I              | Herbatka | 25 grudnia 1978      | poniedziałek 22:00              | +                       | [ 4 ]  |
| I              | Wystąpili: Mieczysław Czechowicz (jako Kmiec I), Wiesław Gołas (jako Samochodziarz), Wiesław Michnikowski (jako Prezes Hortensja), Ewa Tchórznicka (jako Herbaciarka), Emilian Kamiński (jako Narzeczony), Ewa Kuklińska (jako Sąsiadka), Marek Kondrat (jako Pan Gienek), Bohdan Łazuka (jako Spóźniony Przechodzień), Piotr Fronczewski (jako Nietrzeźwy), Grupa Kmiecie (Elżbieta Góra, Monika Marciniak, Ludmiła Warzecha, Michał Muskat, Jerzy Worobiej) |                      |                                 |                         |        |
| II             | Tajemniczy mecenas | 11 lutego 1979       | niedziela 22:10                 | +                       | [ 6 ]  |
| II             | Wystąpili: Kalina Jędrusik (jako Dama z Piosenką), Edward Dziewoński (jako Kuszelas), Wiesław Michnikowski (jako Pułkownik), Ewa Kuklińska (jako Pikantyna), Marek Kondrat (jako Zmysław), Emilian Kamiński (jako Chłopiec z Drabiną), Piotr Fronczewski (jako Minimilian) |                      |                                 |                         |        |
| III            | Noc pełna wiatru | 15 kwietnia 1979     | niedziela 21:50                 | +                       | [ 8 ]  |
| III            | Wystąpili: Barbara Krafftówna (jako Starsza Pani), Kalina Jędrusik (jako Dama z Piosenką), Wiesław Michnikowski (jako Dziecię Tkaczy), Edward Dziewoński (jako Adresat), Janusz Gajos (jako Ślusarz), Roman Frankl (jako Jacuś), Ewa Kuklińska (jako Panienka z PANI), Barbara i Maria Winiarskie (jako Ofiary Portugalczyka), Grupa Kmiecie (Elżbieta Góra, Monika Marciniak, Ludmiła Warzecha, Michał Muskat, Jerzy Worobiej), Małgorzata Tomassi (jako Sierotka) |                      |                                 |                         |        |
| IV             | Smuteczek | 16 września 1979     | niedziela 21:20                 | +                       | [ 10 ] |
| IV             | Wystąpili: Wojciech Pszoniak (jako Dosmucacz), Wiesław Michnikowski (jako Nieduży), Mieczysław Czechowicz (jako Spory), Jarema Stępowski (jako Odrażający Drab), Kalina Jędrusik (jako Dama z Piosenką), Barbara Krafftówna (jako Ciepła Wdówka), Grupa Kmiecie (Elżbieta Góra, Monika Marciniak, Ludmiła Warzecha, Michał Muskat, Jerzy Worobiej), Elżbieta Starostecka (jako Dziewczyna Jesienna), Roman Frankl (jako Jacuś) |                      |                                 |                         |        |
| V              | Kaloryfeeria | 26 grudnia 1979      | środa 17:45                     | +                       | [ 12 ] |
| V              | Wystąpili: Joachim Lamża (jako Trzeciewicz), Wiesław Michnikowski (jako Admirał), Mieczysław Czechowicz (jako Święty Mikołaj), Irena Kwiatkowska (jako Gosposia), Kalina Jędrusik (jako Kaloryna), Barbara i Maria Winiarskie (jako Aniołki), Roman Frankl (jako Jacuś), Ewa Kuklińska (jako Kalorynka), Marek Siudym (jako Nieznajomy), |                      |                                 |                         |        |
| VI             | Zielony karnawał | 30 marca 1980        | niedziela 22:20                 | +                       | [ 14 ] |
| VI             | Wystąpili: Andrzej Szczepkowski (jako Zdun), Wiesław Michnikowski (jako Chlacz), Krzysztof Majchrzak (jako Birbant), Małgorzata Niemirska (jako Sex-Bomba), Irena Kwiatkowska (jako Doktorowa), Joanna Szczepkowska (jako Imogena), Barbara Winiarska (jako Pokojówka), Roman Frankl (jako Jacuś) |                      |                                 |                         |        |
| VII            | Kwitnące szczeble | 12 października 1980 | niedziela 22:10                 | +                       | [ 16 ] |
| VII            | Wystąpili: Jerzy Kryszak (jako Sekretarz), Anna Chodakowska (jako Kierownik), Bronisław Pawlik (jako Strażnik), Ewa Błaszczyk (jako Referent), Ewa Wiśniewska (jako Dyrektor), Barbara Krafftówna (jako Vice), Tadeusz Wiśniewski (jako Barchanek), Roman Frankl (jako Jacuś) |                      |                                 |                         |        |
| VIII           | Niespodziewany koniec lata | 30 listopada 1980    | niedziela 21:55                 | +                       | [ 18 ] |
| VIII           | Wystąpili: Irena Kwiatkowska (jako Starsza Dama), Edward Dziewoński (jako Kuszelas), Wiesław Michnikowski (jako Nieduży i Dandys), Mieczysław Czechowicz (jako Spory), Janusz Gajos (jako Ślusarz), Kalina Jędrusik (jako Dama z Piosenką), Bronisław Pawlik (jako Portier), Barbara Krafftówna (jako Wdówka), Tadeusz Wiśniewski (jako Emil), Krystyna Wachelko-Zaleska (jako Sierotka), Andrzej Szczepkowski (jako Szef), Krzysztof Majchrzak (jako Kryminalista), Jerzy Kryszak (jako Truciciel), Roma Buharowska (jako Zuzia), Barbara i Maria Winiarskie (jako Deszczowe Panienki) |                      |                                 |                         |        |

## Dyskografia
| Rok  | Tytuł | Źródło |
| ---- | --- | ------ |
| 2003 | Piosenki Jeszcze Starszych Panów - 4 płyty CD - Wydawca i numer albumu: Polskie Radio PRCD 361-364. - Wybór piosenek z telewizyjnych przedstawień Jeremiego Przybory z muzyką Jerzego Wasowskiego – Divertimento, Teatr Nieduży Jeremiego Przybory, Kabaret Jeszcze Starszych Panów, a także śpiewanki z filmu Upał oraz z radiowego teatrzyku „Eterek”.                                   | [ 19 ] |
| 2021 | No i jak tu nie słuchać piosenek Starszych Panów vol. 1 - 3 płyty CD - Wydawca i numer albumu: Kameleon Records KAMCD 105-107. - Trójpłytowy album zawiera komplet piosenek z realizowanego w latach 1978-1980 Kabaretu Jeszcze Starszych Panów, oraz również komplety nagrań dźwiękowych z programów: Będzie weselej (1971) i Gołoledź (1976), plus dodatkowo jedną piosenkę z 1962 roku. | [ 3 ]  |
| 2024 | Kabaret Jeszcze Starszych Panów - 3 płyty DVD - Wydawca i numer albumu: Kameleon Records KAMDVD 14/15/16. - Album zawiera wszystkie osiem audycji z lat 1978-1980 trwających w sumie ponad 9 godzin, uzupełnionych o krótki dodatek-niespodziankę na końcu ostatniej płyty. | [ 20 ] |